# Dircenna acreana
Dircenna acreana är en fjärilsart som beskrevs av Ferreira d'almeida 1950. Dircenna acreana ingår i släktet Dircenna och familjen praktfjärilar. Inga underarter finns listade i Catalogue of Life.